# JQTouch
jQTouch це Open Source плагін для створення плавності в анімації, навігації та темах мобільних браузерів WebKit, наприклад iPhone, G1 (Android) і Palm Pre. Написаний jQTouch на JavaScript, працює на основі JQuery. На сайті jQTouch розробника — David Kaneda за підтримки Jonathan Stark є можливість переглянути роботу jQTouch як у iPhone.
У майбутньому планується застосувати Zepto-інтеграцію з Zepto.js замість jQuery для скорочення пропускної здатністі. Zepto.js дуже схожий до API в jQuery, але оптимізований для WebKit і менший близько 20kb.